# Dandiganahalli, Nagamangala
Dandiganahalli là một làng thuộc tehsil Nagamangala, huyện Mandya, bang Karnataka, Ấn Độ.